# فرازير فرانكس
فرازير فرانكس (بالإنجليزية: Fraser Franks)‏ (22 نوفمبر 1990 في المملكة المتحدة - ) هو لاعب كرة قدم بريطاني في مركز الدفاع. شارك مع منتخب إنجلترا لكرة القدم C ‏. أما مع النوادي، فقد لعب مع ستيفيناغ بوروه ونادي برينتفورد ونادي لوتون تاون ونيوبورت كونتي وهايز وييدينغ يونايتد ‏ وBasingstoke Town F.C. ‏ وإيه أف سي ويمبلدون وويلينج يونايتد.

## وصلات خارجية
- فرازير فرانكس على موقع قاعدة بيانات كرة القدم.إي يو (الإنجليزية)
- فرازير فرانكس على موقع Soccerbase.com (لاعب) (الإنجليزية)
- فرازير فرانكس على موقع Soccerway.com (الإنجليزية)